# Galerie Saatchi
Ne doit pas être confondu avec Saatchi Art.

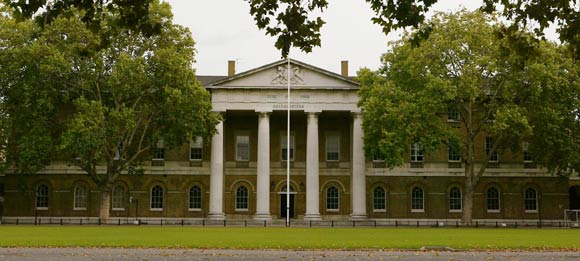
Les nouveaux locaux de la Galerie Saatchi à Chelsea, ouverture courant 2007.

La galerie Saatchi (Saatchi Gallery) est un musée d'art contemporain créée par Charles Saatchi en 1985 à Londres. La collection a occupé différents lieux de la ville, d'abord située au nord de Londres (Boundary Road), elle s'installe ensuite près de la gare de Waterloo, sur la rive sud de la Tamise (County Hall), puis à Chelsea, quartier du sud-ouest de Londres (ouvert au public courant 2007). Exposant tout d'abord des artistes minimalistes et américains, cette galerie a eu une influence majeure sur l'art britannique depuis son ouverture. Elle s'est tournée ensuite vers une nouvelle génération d'artistes anglais, les Young British Artists, dont nombreux inconnus ont vu leurs carrières décoller par la suite. Puis plus récemment, expose de nouveau des œuvres américaines dans une exposition intitulée Les États-Unis aujourd'hui (USA Today), à la Royal Academy de Londres.

## La collection et le futur musée

### Boundary Road
Depuis son ouverture, en 1985, la galerie Saatchi a eu une influence majeure sur l'art britannique. Représentante d’artistes américains, tels que Richard Serra, Brice Marden, Bruce Nauman, Donald Judd, Carl Andre, Sol LeWitt, Alex Katz, Jeff Koons, Philip Guston, ou encore Andy Warhol, elle vend sa collection d’œuvres d’art américain, pour miser, à partir de 1990, sur une nouvelle génération d’artistes anglais, dont fait partie Damien Hirst. Celui-ci avait organisé, en 1988, l’exposition Freeze, avec un collectif d'étudiants du Goldsmiths College. La galerie Saatchi aura soutenu le mouvement avec sa propre collection d’œuvres d’artistes issus d’écoles d’art et de figures alternatives de l’art Londonien représentés dans l’exposition Young British Artists (YBAs), en 1992, avec l'œuvre remarquée de Damien Hirst — le requin conservé dans le formol — intitulée L'Impossibilité physique de la mort dans l'esprit d’un vivant (The Physical Impossibility of Death in the Mind of Someone Living).
La galerie est réputée pour sa controverse médiatique et aura connu une extrême réaction critique. De nombreux artistes supportés étaient inconnus pas seulement du grand public, mais aussi du monde de l’art : exposer à la galerie aura permis un bon nombre de lancements de carrière. Des artistes contemporains ont aujourd'hui une renommée mondiale. Parmi eux, il y a Jenny Saville, Sarah Lucas, Gavin Turk, Jake et Dinos Chapman et Rachel Whiteread (Tracey Emin hostile à Saatchi a finalement rejoint la galerie pour l'exposition de 1997 Sensation).
L'exposition Sensation, alors très controversée, organisée en septembre 1997 à la Royal Academy de Londres, a montré 110 œuvres de la collection Saatchi réalisées par 42 artistes. L'exposition s'est déplacée à Berlin, puis à New York en 1999.
Pendant ce temps, d'autres expositions de différents thèmes étaient tenues à la galerie elle-même.
En 1998, Saatchi organise une exposition vivement critiquée, intitulée Neurotic Realism, avec Cecily Brown, Ron Mueck, Noble and Webster, Dexter Dalwood, Martin Maloney, Chantal Joffe, Michael Raedecker and David Thorpe, des artistes plus tard élevés au rang de star.

En 2000, Ant Noises (l'anagramme de sensation en anglais) expose le travail de Hirst, Lucas, Saville, Whiteread, les frères Chapman, Turk, Emin et Chris Ofili.

### County Hall

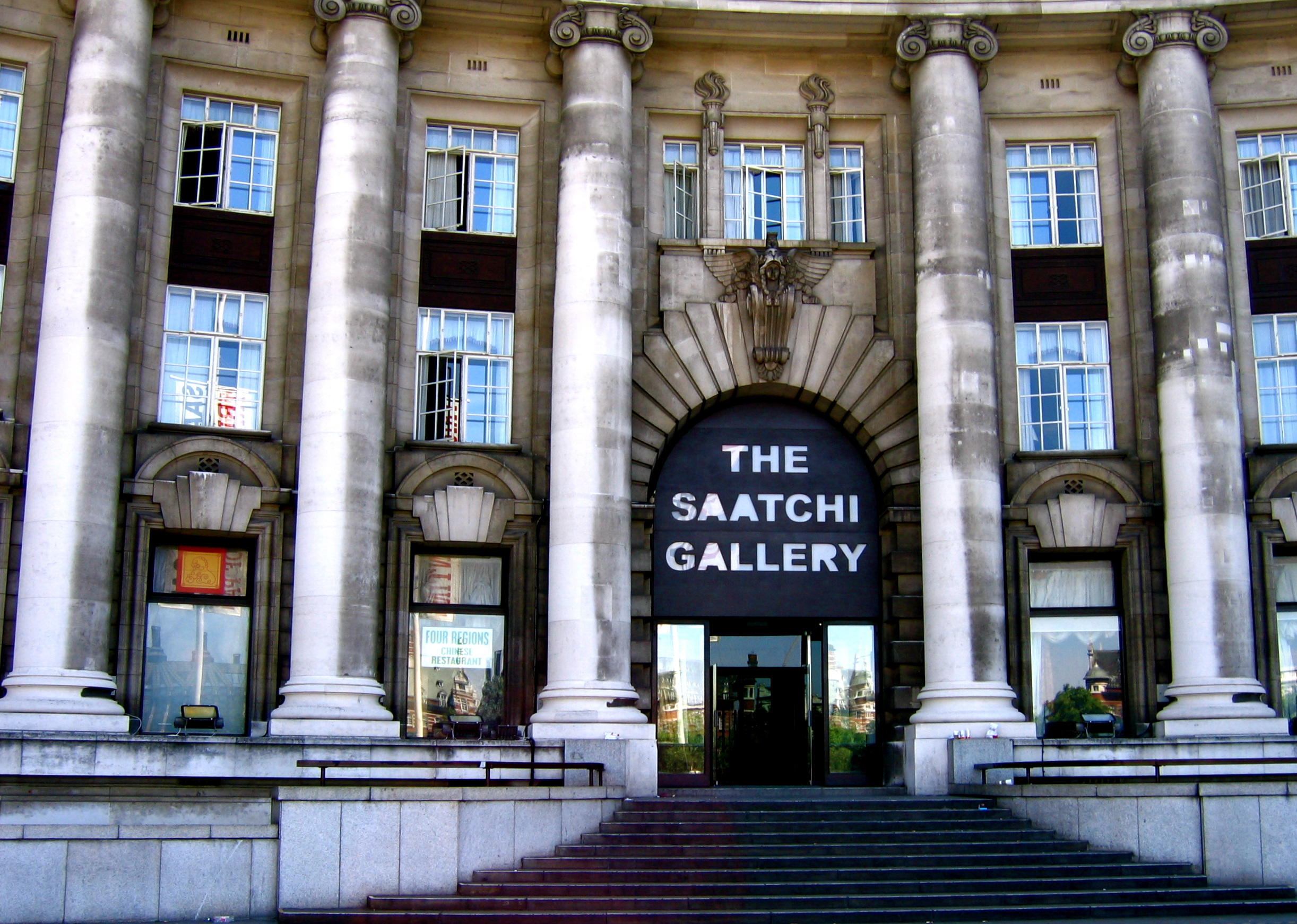
De 2003 à 2005, la collection était basée au County Hall de Londres.

En avril 2003, la galerie emménage à County Hall sur la rive sud de la Tamise. On compte 1 000 invités au vernissage, qui y découvrent une performance de 200 individus  totalement nus invités par l'artiste Spencer Tunick.
L'exposition d'ouverture est une rétrospective de Damien Hirst (dans laquelle ce dernier, qui ne fait plus partie de la galerie, ne s'est pas impliqué) ainsi que le travail d'autres jeunes artistes britanniques, comme Jake et Dinos Chapman et Tracey Emin, mais aussi de plus expérimentées comme John Bratby, Paula Rego et Patrick Caulfield.
En 2004, les nouvelles acquisitions de Saatchi (dont Stella Vine), sont montrées dans New Blood, une exposition d'artistes plus ou moins connus, travaillant avec différents médias, comme l'installation  et les nouvelles technologies. Elle reçut une appréciation médiocre, qui valut à Saatchi une explication amère contre les critiques.
Le 24 mai 2004, un incendie ravage l'entrepôt du Momart, détruisant de nombreuses œuvres, principalement celle de Tracey Emin de la série Everyone I Have Ever Slept With 1963–1995, et le tableau Hell de Jake and Dinos Chapman. Un spécialiste en assurance a déclaré la perte d'une valeur de 50 millions de livres.
La galerie de County Hall a reçu 600 000 visiteurs par an. Il y a eu près de 1 000 visites scolaires.[évasif]

### Chelsea

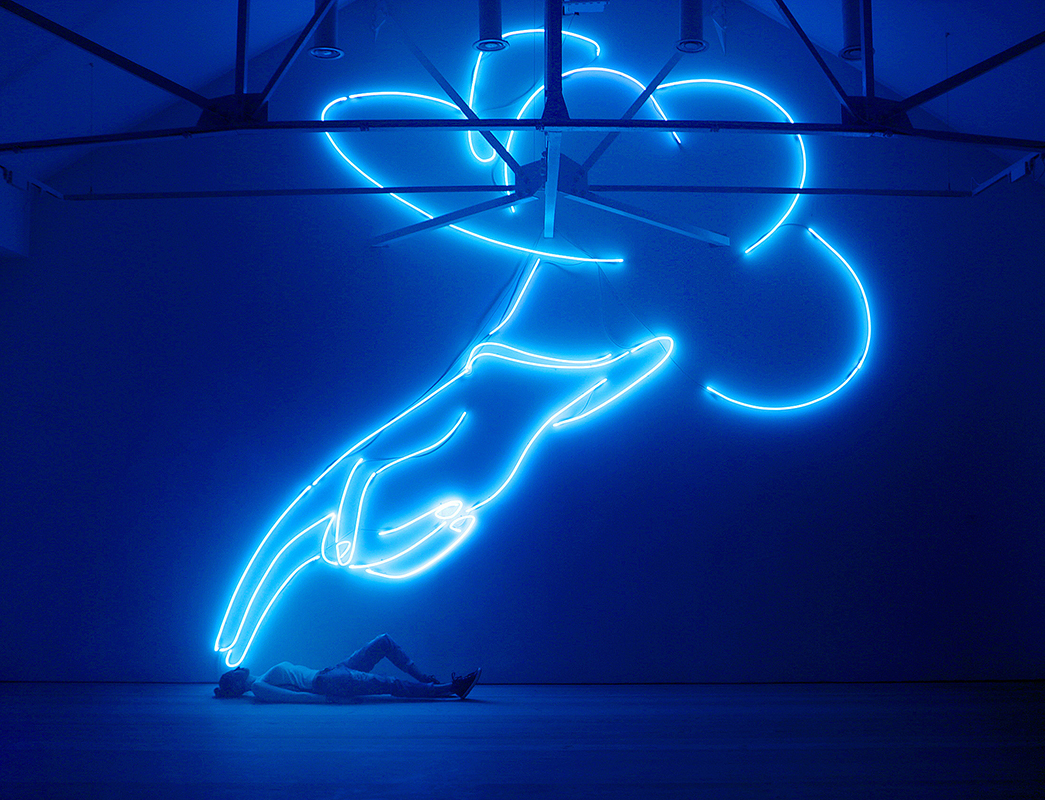
Installation de Stepan Ryabchenko en à la Saatchi Gallery.

Le 27 décembre 2005, la galerie annonce qu'elle s'installe à Chelsea. Le déménagement se fait durant l'année 2006 à dans un nouvel ensemble de 5 000 m2 situé à Kings Road près du Sloane Square. Durant la période des travaux, Charles Saatchi développe un site internet ouvert aux jeunes artistes.
En juillet 2007, Charles Saatchi manifeste sa volonté d'ouvrir un musée gratuit d'art contemporain en association avec le commissaire-priseur suisse Simon de Pury, président de la maison de ventes aux enchères Phillips-De Pury & Co. Avec ce musée qui sera couplé à la galerie de Chelsea, il espère faire passer ainsi le nombre de visites annuelles à plus d'un million de visiteurs.
De novembre 2019 à mai 2020, la galerie accueillera, après Paris et Los Angeles, l'exposition « Toutânkhamon, le trésor du pharaon ».

## La création du site Internet Saatchi
En 2006, pendant la période de déménagement, le site de la galerie met à disposition une section libre accès, permettant aux artistes de télécharger au maximum huit photos d'œuvres et une page de biographie sur leur propre page Your Gallery. Près de 20 000 artistes se sont inscrits. En novembre, la galerie Saatchi ouvre un nouveau site exclusivement pour les étudiants Stuart. Des étudiants en art du monde entier peuvent bénéficier de leur propre page avec les images de leur travail, la liste de leurs artistes, livres, films préférés, ainsi que les liens vers les pages de leurs amis. Le site permet également aux étudiants de discuter en ligne, ainsi favorisant les échanges d'idée au sujet de leur travail artistique.